# Ajsel Mammadova
Ajsel Mamadova (azer. Aysel Məmmədova; 3. jul 1989), poznata pod nazivom AISEL je azerbejdžanska pevačica. Najpoznatija je kao predstavnica Azerbejdžana na Pesmi Evrovizije 2018. godine.

## Karijera
Rođena je 3. jula 1989. godine u Bakuu. Pohađala je Azerbejdžanski Državni konzervatorijum. 19. novembra 2014. učestvovala je na Pesmi Turkvizije 2014. za Gruziju zajedno sa Ajlom Širjevom. Njihova pesma "Tenhaiam" završila je na 25. mestu u polufinalu sa 141 bodom i nije se plasirala u finale. 8. novembra 2017. godine proglašena je predstavnicom Azerbejdžana na takmičenju za Pesmu Evrovizije 2018. 8. maja nastupila je u prvom polufinalu, zauzevši 11. mesto sa 94 boda, 14 bodova manje od desetoplasirane Finske. Time je postala prva predstavnica Azerbejdžana koja se nije plasirala u finale Pesme Evrovizije.

## Diskografija
- "Tenhaiam" (sa Ajlom Širevom) (2014)
- "Dilbərin Ariyası" (2017)
- "More emotion" (2018)
- "X my heart" (2018)
- "We run" (2019)
- "Огни Столицы" (2019)
- "YA Za Muzyku Otdam Vsyu Zhizn" (2019)